# OpenZaurus
OpenZaurus（オープンザウルス）は、シャープのザウルスのモバイルツール代替のOSである。有志により日本語版も公開されている。